# لاكشمي شارما
لاكشمي شارما (بالإنجليزية: Lakshmi Sharma)‏ هي ممثلة هندية، ولدت في 25 يناير 1985 بفيجاياوادا في الهند.

## وصلات خارجية
- لاكشمي شارما على موقع IMDb (الإنجليزية)
- لاكشمي شارما على موقع قاعدة بيانات الفيلم (الإنجليزية)